# Tex e il signore degli abissi
Tex e il signore degli abissi é um filme italiano lançado em 1985, do gênero faroeste, protagonizado por Giuliano Gemma. O enredo é baseado no personagem de quadrinhos italianos Tex Willer criado, em 1948, por Gian Luigi Bonelli e Aurelio Galleppini e publicado pela Sergio Bonelli Editore.

## Sinopse
Na Caverna do Vale dos Gigantes está o homem que extrai as minúsculas pedrinhas verdes que em contato com a pele humana matam, enrijecem e petrificam na hora o corpo de quem as toca.